# Charaka
 (mars 2017).
Si vous disposez d'ouvrages ou d'articles de référence ou si vous connaissez des sites web de qualité traitant du thème abordé ici, merci de compléter l'article en donnant les références utiles à sa vérifiabilité et en les liant à la section « Notes et références ».
Pour plus d'informations sur le livre Charaka Samhita, voir Charaka Samhita .
Un Charaka, (IAST:  Caraka, devanāgarī : चरक) était un médecin itinérant. Un Charaka a vraisemblablement été médecin de l'empereur Kanishka et aurait donc vécu au Ier siècle. La tradition indienne le situe à une période beaucoup plus ancienne. Issu d'une famille brahmane, il est considéré comme un des principaux fondateurs de l’antique science ayurvédique, un système de médecine et de mode de vie.

## Charaka & Ayurveda
Selon les traductions de Charaka, la santé et la maladie ne sont pas déterminées à l'avance et la vie peut être prolongée par l'effort humain et l'attention portée au mode de vie.
Les énoncés suivants sont attribués à Charaka :
Un médecin qui ne parvient pas à pénétrer dans le corps d'un patient au moyen de la lampe de la connaissance et de la compréhension ne pourra jamais traiter les maladies. Il devrait d'abord étudier tous les facteurs, y compris l'environnement, qui ont une influence sur la maladie du patient et ensuite seulement prescrire un traitement. Il est plus important de prévenir l'apparition de la maladie que de chercher un remède.
Ces remarques semblent des évidences aujourd'hui, même si elles ne sont pas souvent prises en compte et elles ont été formulées par Charaka, dans son célèbre traité ayurvédique Charaka Samhita. Le traité contient un grand nombre de ces remarques prises en considération aujourd'hui encore. Certains d'entre elles s’inscrivent dans les domaines de la physiologie, de l’étiologie et de l’embryologie.
Charaka a été le premier médecin à proposer les concepts de digestion, de métabolisme et d’immunité. Selon les traductions des Védas, un organisme fonctionne parce qu’il contient trois dosha ou principes, à savoir le mouvement (vata), la transformation (pita), la lubrification et la stabilité (kapha). Les doshas sont également parfois appelé les humeurs, à savoir, la bile, la lymphe et l’air. Ces dosha sont produites lorsque les dhatus (sang, chair et moelle) agissent sur les aliments consommés.
Pour la même quantité d'aliments consommés, un corps produit cependant des dosha en quantité variable d'un organisme à l’autre. C'est la raison pour laquelle un corps est différent d'un autre. Par exemple, il est plus lourd, plus fort et plus vigoureux.
En outre, la maladie survient lorsque l'équilibre entre les trois dosha est perturbé dans le corps humain. Pour rétablir l'équilibre, il faut prescrire des médicaments. Bien qu’il soit conscient de l’existence de germes dans le corps, il ne leur donne pas la moindre importance.
Charaka a étudié l’anatomie du corps humain et de différents organes. Il a évalué à 360 le nombre total d’os du squelette (en comptant les dents). Il a cru à tort que le cœur possédait une seule cavité, mais il avait raison quand il le considérait comme un centre de contrôle. Il a affirmé que le cœur était lié à l'ensemble du corps à travers 13 canaux principaux. En dehors de ces canaux, il existait d'innombrables autres conduits de différentes tailles fournissant non seulement des nutriments à divers tissus, mais permettaient également le passage de déchets. Il a également affirmé que toute obstruction des principaux canaux conduisait à une maladie ou d'une infirmité du corps.
Sous la direction d’un médecin de l’ancienne époque (Atreya) Agnivesa avait écrit un traité encyclopédique au huitième siècle avant Jésus-Christ. Cependant, ce n'est que lorsque Charaka révisa son traité qu'il a connu la popularité sous le nom de Charakasamhita. Pendant deux millénaires, il est resté un ouvrage de référence sur la question et a été traduit dans de nombreuses langues étrangères, y compris l'arabe et le latin.

## Contributions
Selon la tradition transmise par Charaka, il existe six écoles de médecine, fondée par les disciples du sage Punarvasu Ātreya. Chacun de ses disciples, Agnivesha, Bhela, Jatūkarna, Parāshara, Hārīta, et Kshārapāni, un composèrent un Samhitā. Parmi ceux-ci, celui qui avait été écrit par Agnivesha était considéré comme le meilleur. La Samhitā d’Agnivesha a ensuite été réécrite par Charaka et devint connue sous le nom de Charaka Samhitā. La Charaka Samhitā a ensuite été révisée par Dridhbala.
La médecine Āyurvédique est traditionnellement divisée en huit branches qui, dans le schéma de Charaka, sont les suivantes :
1. Sūtra-Sthāna, les principes généraux
2. Nidāna-Sthāna, la pathologie
3. Vimāna-Sthāna, le diagnostic
4. Sharīra-Sthāna, la physiologie et l’anatomie
5. Indriya-Sthāna, le pronostic
6. Chikitsā-Sthāna, la thérapeutique
7. Kalpa-Sthāna, la pharmacie
8. Siddhi-Sthāna, la guérison après traitement

## Charaka Samhita
La Charaka Samhita contient 120 adhyayas (chapitres), divisé en 8 parties.
1. Sutra Sthana
2. Nidan Sthana
3. Viman Sthana
4. Sharir Sthana
5. Indriya Sthana
6. Chikitsa Sthana
7. Kalpa Sthana
8. Siddhi Sthana